# 社会福祉事業
社会福祉事業（しゃかいふくしじぎょう）とは、社会福祉法第2条を根拠とする福祉事業のことである。
第1種社会福祉事業と第2種社会福祉事業がある。
- 社会福祉事業の運営主体は国（日本政府）・地方公共団体（都道府県および市町村）・社会福祉法人ならびにそれに類するとされる機関（日本赤十字社など、社会福祉法人に類さずとも国・地方公共団体によってそれに準ずると認められた団体）が行う。ただし、社会福祉法人以外の団体が社会福祉事業を行う場合には所定の届出が必要。
- 特に社会福祉法上では第1種社会福祉事業を行う施設を指して社会福祉施設と定義・呼称される。また、第2種社会福祉事業に属する事業を行う施設も法外の一般通例として同様の呼称をされる場合がある。

## 第1種社会福祉事業
次に掲げる事業が第1種社会福祉事業とされる。
- 救護施設、更生施設その他生計困難者を無料又は低額な料金で収容して生活の扶助を行う施設の経営及び生計困難者に対して助葬を行う事業 （生活保護法系）
- 乳児院、母子生活支援施設、児童養護施設、知的障害児施設、知的障害児通園施設、盲ろうあ児施設、肢体不自由児施設、重症心身障害児施設、情緒障害児短期治療施設、児童自立支援施設の経営（児童福祉法系）
- 養護老人ホーム、特別養護老人ホーム又は軽費老人ホームの経営（老人福祉法系）
- 身体障害者更生施設、障害者支援施設、身体障害者福祉ホーム又は身体障害者授産施設の経営（身体障害者福祉法系）
- 知的障害者更生施設、知的障害者授産施設、知的障害者福祉ホーム又は知的障害者通勤寮の経営（知的障害者福祉法系）
- 婦人保護施設の経営（売春防止法系）
- 授産施設を経営する事業及び生計困難者に対して無利子又は低利で資金を融通する事業
- 共同募金（これは社会福祉法第2条ではなく、同法第113条によって定義される特別な社会福祉事業である）

## 第2種社会福祉事業
次に掲げる事業が第2種社会福祉事業とされる。
- 生計困難者に対して、その住居で衣食その他日常の生活必需品若しくはこれに要する金銭を与え、又は生活に関する相談に応ずる事業
- 児童居宅介護等事業、児童デイサービス事業、児童短期入所事業、障害児相談支援事業、児童自立生活援助事業、放課後児童健全育成事業又は子育て短期支援事業、同法に規定する助産施設、保育所、児童厚生施設又は児童家庭支援センターの経営及び児童の福祉の増進について相談に応ずる事業（児童福祉法系）
- 母子家庭日常生活支援事業、父子家庭日常生活支援事業又は寡婦日常生活支援事業及び母子・父子福祉施設の経営（母子及び父子並びに寡婦福祉法）
- 老人居宅介護等事業、老人デイサービス事業、老人短期入所事業又は認知症対応型老人共同生活援助事業及び老人デイサービスセンター、老人短期入所施設、老人福祉センター又は老人介護支援センターの経営（老人福祉法系）
- 身体障害者居宅介護等事業、身体障害者デイサービス事業、身体障害者短期入所事業、身体障害者相談支援事業、身体障害者生活訓練等事業、手話通訳事業又は介助犬訓練事業若しくは聴導犬訓練事業、同法に規定する身体障害者福祉センター、補装具製作施設、盲導犬訓練施設又は視聴覚障害者情報提供施設を経営する事業及び身体障害者の更生相談に応ずる事業（身体障害者福祉法系）
- 知的障害者居宅介護等事業、知的障害者デイサービス事業、知的障害者短期入所事業、知的障害者地域生活援助事業又は知的障害者相談支援事業、同法に規定する知的障害者デイサービスセンターを経営する事業及び知的障害者の更生相談に応ずる事業（知的障害者福祉法系）
- 精神障害者社会復帰施設を経営する事業及び精神障害者居宅生活支援事業（精神保健及び精神障害者福祉に関する法律, 現在では新規設置できない）
- 生計困難者のために、無料又は低額な料金で、簡易住宅を貸し付け、又は宿泊所その他の施設を利用させる事業（無料低額宿泊所）
- 生計困難者のために、無料又は低額な料金で診療を行う事業（無料低額診療事業）
- 生計困難者に対して、無料又は低額な費用で介護老人保健施設を利用させる事業（介護保険法系）
- 隣保館等の施設を設け、無料又は低額な料金でこれを利用させ、その近隣地域における住民の生活の改善及び向上を図るための事業（隣保事業）。
- 福祉サービス利用援助事業
- その他社会福祉事業に関する連結又は助成を行う事業

## 社会福祉事業に含まれないもの
「社会福祉事業」には、次に掲げる事業は、含まれない。
- 更生保護事業法（平成7年法律第86号）に規定する更生保護事業（以下「更生保護事業」という。）
- 実施期間が6月（前項第13号に掲げる事業にあっては、3月）を超えない事業
- 社団又は組合の行う事業であつて、社員又は組合員のためにするもの
- 第2項各号及び前項第1号から第9号までに掲げる事業であって、常時保護を受ける者が、入所させて保護を行うものにあつては5人、その他のものにあつては20人（政令で定めるものにあつては、10人）に満たないもの
- 各種福祉事業に関する連結又は助成を行う事業のうち、社会福祉事業の助成を行うものであつて、助成の金額が毎年度500万円に満たないもの又は助成を受ける社会福祉事業の数が毎年度50に満たないもの